# Carlota Martínez Círez
Carlota Martínez Círez (* 13. Februar 2001 in Saragossa) ist eine spanische Tennisspielerin.

## Karriere
Martínez Círez begann mit acht Jahren das Tennisspielen und bevorzugt Sandplätze. Sie spielt hauptsächlich auf Turnieren der ITF Women’s World Tennis Tour, wo sie bislang sieben Einzeltitel gewinnen konnte.
2015 wurde sie Siegerin der Campeona Master Nacional S14, Campeona Master Babolat S14 und Campeona Aragón S14.
2017 gewann sie den Titel im Einzel bei den Nature Elements Luxembourg Indoor Junior Open, einem ITF Juniors Grade 5 Turnier.
2018 spielte sie ihr erstes Turnier der WTA Tour. Sie erhielt eine Wildcard für die Qualifikation zu den Mutua Madrid Open, wo sie aber bereits in der ersten Runde Aryna Sabalenka mit 1:6 und 6:75 unterlag. Sie gewann die beiden Grade 2 ITF-Juniorinnenturniere Uruguay Bowl 2018 und Argentina Cup.
2019 startete sie bei den Australian Open in den Juniorinnenkonkurrenzen. Im Juniorinneneinzel konnte sie mit einem 3-Satz-Sieg über Talia Gibson in die zweite Runde einziehen, wo sie dann Mananchaya Sawangkaew ebenfalls in drei Sätzen mit 7:63, 2:6 und 2:6 unterlag. Im Juniorinnendoppel unterlag sie mit ihrer Partnerin Martina Biagianti bereits in der ersten Runde der Paarung Elina Awanessjan und Anastassija Tichonowa mit 2:6, 6:4 und [4:10]. Im Juniorinnendoppel der US Open scheiterte sie mit Partnerin Ane Mintegi del Olmo ebenfalls bereits in der ersten Runde gegen Carole Monnet und Darja Semeņistaja mit 1:6 und 2:6.

## Turniersiege

### Einzel
| Nr. | Datum              | Turnier                  | Kategorie | Belag | Finalgegnerin       | Ergebnis      |
| --- | ------------------ | ------------------------ | --------- | ----- | ------------------- | ------------- |
| 1.  | 27. März 2022      | Marrakesch               | ITF W15   | Sand  | Chantal Sauvant     | 6:2, 6:0      |
| 2.  | 16. Oktober 2022   | Pula                     | ITF W25   | Sand  | Misaki Matsuda      | 7:5, 7:5      |
| 3.  | 22. Januar 2023    | Buenos Aires             | ITF W25   | Sand  | Nuria Brancaccio    | 6:4, 5:7, 6:3 |
| 4.  | 16. Juli 2023      | Punta Cana               | ITF W25   | Sand  | Jekaterina Makarowa | 6:3, 6:3      |
| 5.  | 1. September 2024  | Triest                   | ITF W35   | Sand  | Anastasia Abbagnato | 7:62, 6:4     |
| 6.  | 15. September 2024 | Reus                     | ITF W35   | Sand  | Alice Ramé          | 6:1, 7:64     |
| 7.  | 27. Oktober 2024   | Santa Margherita di Pula | ITF W35   | Sand  | Nicole Fossa Huergo | 6:4, 6:3      |